# Paratanaidae
Paratanaidae är en familj av kräftdjur. Paratanaidae ingår i överfamiljen Paratanaoidea, ordningen tanaider, klassen storkräftor, fylumet leddjur och riket djur. Enligt Catalogue of Life omfattar familjen Paratanaidae 13 arter. 
Kladogram enligt Catalogue of Life:
| Paratanaidae | \| \| Bathytanais \| \| \| \| \| \| Paratanais \| \| \| \| |
|              | \| \| Bathytanais \| \| \| \| \| \| Paratanais \| \| \| \| |
|              | Agathotanaidae                                             |
|              |                                                            |
|              | Anarthruridae                                              |
|              |                                                            |
|              | Anarthruropsis                                             |
|              |                                                            |
|              | Andrognathia                                               |
|              |                                                            |
|              | Androtanais                                                |
|              |                                                            |
|              | Colletteidae                                               |
|              |                                                            |
|              | Dimorphognathia                                            |
|              |                                                            |
|              | Leptocheliidae                                             |
|              |                                                            |
|              | Leptognathiidae                                            |
|              |                                                            |
|              | Monstrotanais                                              |
|              |                                                            |
|              | Nototanaidae                                               |
|              |                                                            |
|              | Nototanoides                                               |
|              |                                                            |
|              | Paraleptognathia                                           |
|              |                                                            |
|              | Pseudoparatanais                                           |
|              |                                                            |
|              | Pseudotanaidae                                             |
|              |                                                            |
|              | Pseudozeuxidae                                             |
|              |                                                            |
|              | Robustochelia                                              |
|              |                                                            |
|              | Salemia                                                    |
|              |                                                            |
|              | Scoloura                                                   |
|              |                                                            |
|              | Siphonolabrum                                              |
|              |                                                            |
|              | Stenotanais                                                |
|              |                                                            |
|              | Tanaellidae                                                |
|              |                                                            |
|              | Tanaopsis                                                  |
|              |                                                            |
|              | Bathytanais                                                |
|              |                                                            |
|              | Paratanais                                                 |
|              |                                                            |

|  | Bathytanais |
|  |             |
|  | Paratanais  |
|  |             |